# Бёрк, Джонни
Джон Фрэнсис (Джонни) Бёрк (англ. John Francis Burke; 3 октября 1908, Антиок, Калифорния — 25 февраля 1964, Нью-Йорк, Нью-Йорк) — американский пианист и автор песен. Его произведения входят в так называемый «Великий американский песенник».
Основными соавторами Бёрка были Артур Джонстон, Джимми Монако, однако большинство его главных песен-хитов написано с Джимми Ван Хьюзеном. Бёрк подписал контракт с Paramount в 1939 году и провел всю свою карьеру в той же студии. Основной функцией Бёрка как автора текстов была работа над фильмами Бинга Кросби. Из 41 фильма, над которым он работал, в 25 снялся Кросби. Многие песни стали хитами, включая «Pennies from Heaven», «I’ve Got a Pocketful of Dreams», «Only Forever», «Moonlight Becomes You» и «Sunday, Monday, or Always»
Его песня «Swinging on a Star» из фильма «Идти своим путём» с Бингом Кросби в главной роли получила премию «Оскар» за лучшую песню в 1944 году. Помимо этого имел ещё четыре номинации на «Оскар» в данной категории. В 1970 году посмертно введён в Зал славы авторов песен.